# Tetraria paludosa
Tetraria paludosa är en halvgräsart som beskrevs av Margaret Rutherford Bryan Levyns. Tetraria paludosa ingår i släktet Tetraria och familjen halvgräs. Inga underarter finns listade i Catalogue of Life.